# 中間偏左
中間偏左，又称中左派、中左翼，是用來描述或表示其政治立場的名詞，政黨或組織（如智庫）其觀點主張在政治光譜中，從中間延伸到左邊，但不包括極左派立場。

## 定義
中間偏左包含了社會民主主義、進步主義、基督教左翼和一部分綠色政治。自由主义的一些变体，特别是社会自由主义，也被描述为中间偏左，但许多社会自由主义者实际处于政治光谱的中间。有时也包括民主社会主义（民主社会主义通常被視為“左翼”）。
中間偏左的政黨接受在有效的公共政府部門與蓬勃發展的私營部門混合經濟下的市場資源調配。在政策主張上，偏向於加強政府的公權力，並有效管理市場經濟秩序，進而獲取更大的公共利益。在政策執行面上，較偏向激進改革的一派，反對過份保守的財政政策。

## 中間偏左政党和组织

### 亞洲
- 中華民國：
  -  民主進步黨
  -  時代力量
  - 小民參政歐巴桑聯盟
  -  台灣基進（部分派系）
  - 社 社會民主黨
  -  台灣綠黨
  -  臺灣民眾黨
- 香港：
  - 民主黨
  - 公民黨
  - 人民力量
  - 社會民主連線
  - 工黨
  - 民協
  - 街工
  - 新民主同盟
- 印度：
  - 印度國民大會黨
- 日本：
  - 立憲民主黨
  - 社會民主黨
  - 冲绳社会大众党
  - 绿党
  - 日本共產黨（部分派系）
- 大韓民國：
  - 共同民主黨
  - 開放民主黨
  - 基本所得黨
  - 正義黨
- 马来西亚：
  -  民主行动党
  -  公正党
  -  诚信党
  -  民兴党
  -  统民党
  - 人民权利党

- 新加坡：
  - 新加坡工人黨
  - 新加坡人民党
- 巴基斯坦：
  - 巴基斯坦人民黨
- :
  - 孟加拉國人民聯盟

### 大洋洲
- ：
  - 澳洲工黨
  - 澳洲綠黨
- 新西兰：
  - 紐西蘭工黨
- 斐济：
  - 斐濟工黨

### 歐洲
- 欧盟歐洲議會：
  - 歐洲社會黨
  - 歐洲綠黨
- 蒙特內哥羅：
  - 黑山社会主义者民主党
  - 黑山社会民主党
- 阿尔巴尼亚：
  - 阿爾巴尼亞社會黨
- 奥地利： 
  - 社會民主黨
  - 綠黨
- ：
  - 社會民主黨
- 捷克：
  - 社會民主黨
- 丹麦：
  - 社會民主黨
  - 社會自由黨
  - 共和黨 (法羅群島)
- 芬兰：
  - 綠色聯盟
  - 社會民主黨
- 英国： 
  - 工黨
  - 自由民主黨
    -  ：
      - 威爾斯黨

    -  苏格兰：
      - 蘇格蘭民族黨

    - 北愛爾蘭：
      - 社會民主及勞工黨
- 德国：
  - 社會民主黨
  - 綠黨
- 法國：
  - 生态和社会人民新联盟
    - 社會黨
    - 歐洲生態－綠黨
- 希腊：
  - 泛希臘社會主義運動
  - 激进左翼联盟
  - 民主左派黨
- 匈牙利：
  - 匈牙利社會黨
- 冰島：
  - 社會民主聯盟
  - 左翼－绿色运动
- 爱尔兰：
  - 工黨
- 義大利：
  - 民主黨
- 荷蘭：
  - 工黨
  - 社會黨
- 挪威：
  - 工黨
- 波蘭：
  - 左翼
  - 新左翼
  - 左翼一起
  - 你们运动
  - 勞動聯盟
  - 社會民主黨
- 葡萄牙：
  - 社會黨
- 俄羅斯：
  - 公正俄羅斯黨
  - 社会民主人士联盟
  - 俄罗斯统一民主党“亚博卢”
- 塞爾維亞：
  - 民主黨 (塞爾維亞)
- 斯洛伐克：
  - 方向－社會民主黨
- 斯洛維尼亞：
  - 社會民主黨
- 西班牙：
  - 西班牙工人社會黨
- 瑞典：
  - 社會民主工人黨
  - 绿党
- 瑞士：
  - 社會民主黨
- 以色列：
  - 工黨
  - 梅雷兹党
- 土耳其：
  - 共和人民黨
- 乌克兰：
  - 社会民主党
  - 社会党
  - 绿党

### 美洲
- 阿根廷：
  - 祖国联盟
    - 正义党（部分派系）
    - 复兴阵线（部分派系）
    - 广泛阵线
    - 团结党
    - 社会党
- 巴西：
  - 巴西勞工黨
  - 巴西社會黨
- 乌拉圭：
  - 廣泛陣線
- 智利：
  - 智利社會黨
  - 进步党
  - 社會融合
  - 智利基督教民主黨
- 加拿大：
  - 加拿大自由黨
  - 加拿大新民主黨
  - 加拿大綠黨
  - 魁北克人黨
- 美国：
  -  民主党
  - 工作家庭党
  - 佛蒙特进步党
- 墨西哥：
  - 革命制度黨
  - 民主革命黨

### 非洲
- 南非：
  - 非洲人國民大會
- 阿尔及利亚：
  - 民族解放阵线
- 南蘇丹
  - 蘇丹人民解放運動

## 外部連結
- . Nico Biver.   [2009-11-14]. （原始内容存档于2010-02-09）.